# Oman i olympiska sommarspelen 2004
Oman i olympiska sommarspelen 2004 bestod av 2 män som blivit uttagna av Omans olympiska kommitté.

## Friidrott
Herrarnas 200 meter
- Hamoud Abdallah Al Dalhami
  - Omgång 1: 21.82 s (7:a i heat 3, gick inte vidare, T-49:a totalt)